# おいでよ どうぶつの森
『おいでよ どうぶつの森』（おいでよ どうぶつのもり、英題：Animal Crossing: Wild World）は、2005年11月23日に任天堂開発・発売したニンテンドーDS専用ゲームソフト。どうぶつの森シリーズの第4作目。略称は「おい森」。同年12月5日・12月8日にはアメリカ・ヨーロッパでもそれぞれ発売。
シリーズ第2作目『どうぶつの森+』と第3作目『どうぶつの森e+』は第1作目『どうぶつの森』を単にアップデート・アレンジした内容だったが、本作は完全新作の内容となっている。シリーズ初の携帯ゲーム機用タイトルとして発売された。
発売から2年以上経った2007年の年末の売り上げランキングにもランクインするほどのロングセラーとなり、日本国内で500万本以上、全世界合計では1100万本以上を販売した。
2006年12月、アニメーション映画『劇場版 どうぶつの森』が東宝系で公開。前売券には「金の◯◯」といった入手の難しいアイテムの引換券が付属していた。
発売から11年近く経った2016年7月27日からはWii Uのバーチャルコンソールでも配信が開始された。オリジナルと異なるのはWii U版では他の村へのおでかけなどの通信プレイには対応していない。そのため、本来は通信プレイを必要とするたぬきちの店の改装イベントもオリジナルものとは異なる。

## システム
基本的な遊び方は、過去のシリーズと同じく、どうぶつの森で気ままに暮らすことである。本作ではニンテンドーDSの本体機能である、ダブルスクリーン・タッチスクリーン、無線通信機能やインターネットプレイ（ニンテンドーWi-Fiコネクション）を用いる。ニンテンドーWi-Fiコネクション対応としては『マリオカートDS』に次ぐ作品。インターネットの導入により同期型プレイを実現したと同時に、どうぶつたちがほかのプレイヤーの行動を記憶するという非同期型プレイも導入された。また、ほかのプレイヤーの村に出入りしやすくなったことでセーブデータの交換も盛んになり、非同期型プレイの活性化にもつながった。

### 村
ここでは村全体について記述する。
- 村全体がドラム式の地形になっており、遠くまで見ることができる。
- 崖は奥と左右両側にしか無く、プレイヤーが歩ける範囲には存在しない。
- 2画面になったため空が見えるようになり、風船やUFOをパチンコで打ち落とす事ができる。花火大会では上画面に花火が打ち上げられる。
- 村には木や花を植える事ができる。木や花の状態により変動する村の環境については役場で聞くことができる。
- 村の住民は初期段階で3人、最大8人まで引っ越して来る。住民が引っ越した場合、7人より少なくなることはない。
- 果物はりんご・さくらんぼ・モモ・ナシ・オレンジ・やしの実の6種類。りんご等は村に特産物として生えており、村ごとに種類が違う。例外として、やしの実は村の南側でないと育たない。また、今作では島が存在しないため、やしの実は海岸に流れ着いたものを拾う。

### 村の施設
ここでは村の主な施設について記述する。主要施設の数は5個（自分の家を除く）になった。
たぬきちの店
家具等は主にここで購入する。商店・コンビニ・スーパー・デパートの順に改装され、大きくなっていくうちに家具の数も次々と増えていく。（それぞれ営業時間は同じである）。 お店を改装するには、その時のたぬきちの店の売り上げ金が上位にまで達した時に改装される。なお、この告知は役場の掲示板に書いてある。また、お店をデパートに改装する際は通信で他所の村のプレイヤーに遊びに来てもらい、店内で買い物をしてもらう必要がある。
エイブルシスターズ
きぬよとあさみの店。服・帽子・アクセサリー・傘が売られている。マイデザインの編集・追加はここで行い、店の中央にある8つの服にはそれぞれマイデザインを登録できる。
役場
村の役場。窓口にぺりこ・ぺりみのどちらかがおり、役場の奥には村長のコトブキがいる。
住民課と郵便課に分かれており、住民課では村の環境についての質問・村メロ（後述）を変更・サイハテ村に募金・引っ越し手続きができ、郵便課では、手紙を出す・手紙を保存・ローンの振り込み・貯金ができる。
またリサイクルボックスでは不要品を捨てたり、既に捨てられているものを拾ったりできる。
博物館
村の博物館。フータがいる。プレイヤーが持っている虫、魚、化石、名画を寄贈することでそれぞれの種類の展示室に展示される。
展示スペースとは別に天文台と喫茶店があり、天文台では星同士を繋ぎ星座を作ったり、作った星座を眺めたりすることができる。
喫茶店では1日1回だけ200ベルでコーヒーを飲めるほか、店の常連としてリセットさん、ぺりこ、ぺりみ、ぺりおが登場する。
関所
村の一番奥にある関所。門の前にもんばんさんが2人おり、左のもんばんさんに話し掛けると、落とし物・村の旗の変更・村に来ている人を聞く事ができる。
右のもんばんさんに話し掛けると、おでかけする・門を開ける等の通信関係の事ができる。
自分の家
プレイヤーの家。本作では全てのプレイヤーが同じ家に住むという共同生活式を採用。自分の思い通りに家具を置いて飾る事ができる。なおプレイしてから約一週間をたつと部屋にゴキブリが発生する。このゴキブリは退治しない限り減ることがなく、二週間…三週間と時間が経つにつれてどんどん増えていく。
屋根裏部屋にあるベッドに寝る事でセーブを行う。
住民の家
持ち主の住民が寝ているとき、外出しているとき以外なら入ることができる。
住民の引っ越しの日には家具ではなく段ボールが置いてある。また住民が引っ越ししてきた時も同じ。

### その他
チャット
SELECTボタン（タッチスクリーンでも可）を押すことで、通信プレイ用のチャットもできる。
機能として、一部の差別用語、性的な言葉などを入力して出すと白紙（空欄）になって出てくる。
リアクションはたまに村に来るししょーから教えてもらえる。

## 過去の作品との違い
ハードが携帯機となったため、e+ までとは、操作方法などがまったく違うため、今作より前からプレイしているユーザーは、多少慣れるまでに時間がかかることがある。

### 村の概観・施設
本作品では、施設が一新され、関所と役場が追加された。駅・交番・郵便局・ゴミ捨て場・おやしろ（泉）の機能は関所と役場と流れ星が代わりに行うようになったため、これら本作では5つの施設は削除された。また、博物館内部には天文台と喫茶店が追加され、天文台で自分の星座を作ったり、喫茶店でコーヒーを飲んだり店内で「とたけけ」のライブを聴いたりすることができるようになった。
魚や虫の種類も格段に増え、サメやマンボウなど素人では到底釣れないものや、サソリやタランチュラといった危険な虫も出現するようになった。また、これまでのシリーズに登場したハチもスズメバチと言う名前になっている（役割的には変わらない。またミツバチなど別種類も登場）。
前作までの○丁目○番地という表記が削除され、地面も平面からドラム式になったため、従来作までより見通しが良くなりスムーズに移動できるようになった。だが、村全体が小さくなったので、住人の数が前作までは15人までだったのに対し、今作では約半分の8人までに減っている。
2画面になり空を見られるようになった。夜には天文台で作った星座や流れ星、花火大会開催中は打ち上げ花火が見られる。風船やジョニーの乗ったUFOが飛んでくることがあり、これらはパチンコで撃ち落とすことができる。

### 家・家具について
自分の家はソフト1個で遊ぶことができる4人全員で共同生活するという方式になり、兄弟などでやると、部屋の取り合いが起きたりするなど、部屋を自分の思いのままにコーディネートすることが難しくなった。1人だけで生活することも可能だが、その際「目玉商品」という商品が出現しない。また、セーブするときには自分の家の屋根裏部屋のベッドで寝ることになり、以前登場した物やお金を保管することができたハニワくんは削除された（アイテムは自分の家に配置したタンスなどに格納可能、お金は役場の郵便課で貯金できる）。スタートボタンを押すことでもセーブできる。
タンスの形式が変わった。もともとは1つのタンスに少数しか入れられず、多くの収納にはタンスが複数必要だったが、この作品では1人に90のスペースがあり、共用して使えるため、タンスは1つで済む（タンスを2つ以上置いてもスペースは変わらない）。この作品では家具もタンスに入れることが出来る。
過去のシリーズで好評だったファミコン家具（実際にファミコンのゲームが遊べる家具）が廃止された。また、ゲームボーイアドバンス、カードeリーダーとの接続は本作では廃止された。
家具のテレビをつけると番組が映るようになった。番組は平日と土・日で構成が異なり、時間が変わるにつれて変わる（天気予報は日曜の早朝を除き、同じ時間で放送される）。
（電池切れによる強制終了を含め）セーブをせずに電源を切ると、リセットさんと呼ばれるモグラから長いお説教を聞かされることになる。なお、前作までは、リセットボタンを押すと現れることから「リセットさん」と名付けられていたが、この作品（ニンテンドーDS）にはリセットボタンがない。本作は携帯機ということもあり電池切れによる強制終了を防止するために、バッテリーランプがオレンジに切り替わるときと同じぐらいに警告がなされ、それに従って（前述のように）スタートボタンでセーブを簡略に行い、終えることができる。兄のラケットさんは今作では登場しない。

### その他
- この作品より新たに帽子やアクセサリー、美容院の登場などで今までのシリーズよりもファッションの幅が広がった。
- 花の植え替えが出来るようになり花同士を交配して増やしたり新しい色の花を見つたり出来る。
- ニンテンドーWi-Fiコネクションにより64DD時代の構想であったネットワークを介しての交流を実現し、最大4人まで同時にゲームを楽しむことが可能となった。これにより、これまでコントローラパックやメモリーカードを使用して行っていた「おでかけシステム」を直接的に行うことが可能になった。荒らし行為を予防するために、おでかけには訪問者と訪問側の村のプレイヤーが双方の「ともだちコード」と呼ばれるIDの登録が必要となった。なお、DS同士のワイヤレス通信を使用する場合「ともだちコード」の登録は必要ない。
- 『nintendogs』で好評だったすれちがい通信にも対応している。村の川や浜辺からメッセージボトルを流し、ゲーム終了後すれちがい待機状態にしておくと、近くに同様のユーザーがいた場合メッセージボトルが受け渡される[注 3]。
  - どうぶつがプレイヤーの家に訪れ、インテリアの評価をすることがある。
  - 親密度が上がると、どうぶつから写真をもらうことができる。この写真を家具として配置すると、ハッピールームアカデミーの審査で高得点を取ることができる。
- 一部の住人と来訪者、施設の住人と家具、服が消滅し、島の住民も村の住人と同じ扱いになった。今作で消えてしまった服が前作での初期服であった住人は、初期服が変更されている。
  - 施設の住人と来訪者ではカットリーヌ、フーコ、マスター、ししょー、ホンマさん、ラコスケ、まいごちゃん、おかあさんが初登場した。
  - 住人は、あるみ、ロデオ、まきば、フォアグラ、ジーニョ、ビアンカ、パッチ、キング、ユメコ、ルナ、アデレード、まんたろう、エテキチ、さるお、モンこ、エイプリル、チッチ、サルモンティが初登場した[注 4]。
- 金の道具の入手方法が変更されたものがある。
- 積立金が廃止になった。

## イベント
様々なイベントが一新された。しかし、前作にあったクリスマスやハロウィンなどがなくなった。

## 村長さんからのプレゼント
ゲームショップやイベント会場では、すれちがい通信機能を利用して村長さんからプレゼントがもらえることがある。Wi-Fiでもらえるプレゼントは（アイテムは同じでも）村長とは無関係。また、特別な日にWi-Fi機能を利用して、ブルーファルコンやマリオの家具といったプレゼントの配布が行われる。

## 開発
本作は携帯ゲーム機というプラットフォーム故、サウンド面において制約が生じたものの、第一作から貫いてきた「音の飽和を避ける」という方針が役に立ったとサウンド担当者の戸高一生は2020年のCEDECの中で振り返っている。

## 反響
2005年11月23日にニンテンドーDSにて発売された本作は、日本において初のニンテンドーWi-Fiコネクション対応ソフトとしてリリースされ、12月ではないにもかかわらず初週35万本を売り上げた。シリーズとして、またニンテンドーDSで発売されたソフトとしても高い初週売上を達成した。なお、この週、ニンテンドーDS本体の売上台数も、約16万台を記録している。発売3週目には累計販売本数を約68万本まで伸ばした。2005年12月26日に東京都内で行われた「ニンテンドーDS Touch! Generations 新作ソフト記者発表会」にて、『おいでよ どうぶつの森』が127万本の出荷を記録したと発表。2006年12月時点で365万本を販売。2009年5月現在、国内だけで販売本数が500万本を超える大ヒットタイトルとなっている。　また、攻略本も300万冊以上売り上げ、うち3冊はベストセラーとなった。
本作の影響はゲームを飛び越えたところにも巻き起こった。ディレクターを務めた野上恒はCEDEC2020の講演の中で印象に残った出来事として、作中で行われる年明けのカウントダウンイベントを挙げており、当日インターネットの掲示板内にある本作に関するスレッドでプレイヤーたちの様子を見守っていたところ、1月1日を迎えた瞬間にスレッドが新年のあいさつで埋まり、ゲーム内のイベントを通じてプレイヤーたちが現実世界でも同期しているのが新鮮だったと振り返っている。

### CM
2006年3月にはゲーム内の季節が春になったことを機に、上野樹里の演じる新たなCMが作られた。またこの時点に出荷数が200万本を突破し、CM中に字幕で「おかげさまで200万本」と記された。「おかげさまで～」のフレーズは2005年前半にニンテンドーDSが150万台突破した際のCMにも、Wiiが200万台突破した際にも使われていた。

## 漫画作品
おいでよ どうぶつの森 〜ペッパー村のナッツ!〜
『月刊コロコロコミック』（小学館）連載の4コマ漫画。作・矢高鈴央。
おいでよ どうぶつの森 とんぼ村だより
『ファミ通DS+Wii』別冊付録「ファミ2コミック」連載。作画は霜風るみ。
おいでよ どうぶつの森 やばいよ!みんな森の物語
『デンゲキニンテンドーDS』『キャラぱふぇ』連載。作・大賀一五。単行本化はされていない。
どうぶつの森 ホヒンダ村だより
小学館の学年別学習雑誌『小学三年生』『小学六年生』、『ぷっちぐみ』連載。作・あべさより。
みんなのどうぶつの森
小学館の学年別学習雑誌『小学四年生』連載。作・こやまゆき。
おいでよ どうぶつの森 〜しあわせ通信〜
『ちゃお』（小学館）連載。作・森江真子。

## 攻略本
- Nintendo DREAM 任天堂ゲーム攻略本 おいでよ どうぶつの森 ISBN 483991978X - 毎日コミュニケーションズ（発売日:2005年12月26日）
- おいでよ どうぶつの森 カンペキガイドブック ISBN 4757726120 - エンターブレイン（発売日:2005年12月29日）
- おいでよ どうぶつの森 ザ・コンプリートガイド ISBN 4840233179 - 角川書店（発売日:2005年12月28日）
- 任天堂公式ガイドブック おいでよ どうぶつの森 ISBN 4091062792 - 小学館（発売日:2006年1月6日）

また、攻略本ではないが、攻略ガイドもある。